# Особняк Игеля

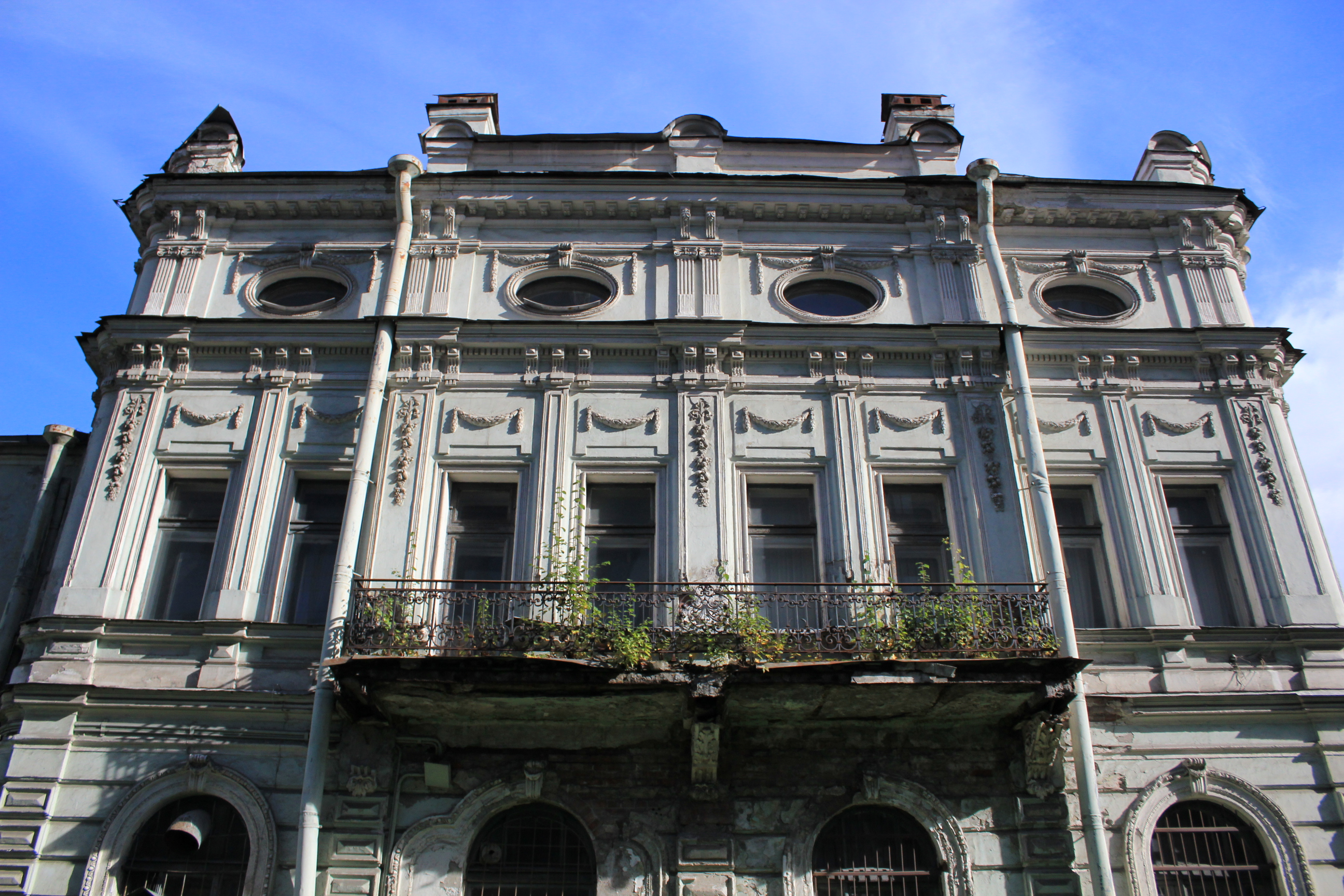
Лицевой фасад, 2013

Особняк Игеля — историческое здание, часть ансамбля бывшей усадьбы Эрнеста Игеля на Аптекарском острове Санкт-Петербурга по адресу Каменноостровский проспект, 58-60. Выразительный образец необарокко. В особняке с 1894 по 1917 год работал ресторан Игеля «Дача Эрнеста».
После революции в здании открыли дом культуры, затем — исполком партии, после 1977-го — Главное управление профессионально-технического образования. С начала 2000-х его получила компания «Юна», в 2008 году вошедшая в холдинг ЛСР. Арендатор получил от города права на реставрацию и использование здания, однако обязательств по договору не выполнил и вышел из проекта в 2015 году. За годы запустения мародёры и пожары нанесли значительный ущерб особняку, были расхищены камины, витражи, изразцовые печи, осыпалась богатая лепнина.

## История

### Сведения об участке и первые владельцы
Участок современного дома № 60 по Каменноостровскому проспекту в начале XIX века принадлежал коллежскому асессору Фёдору Гавриленкову, а в 1821 перешёл к купцу 2-й гильдии Павлу Морашу. В 1830-х землёй владел сенатор Павел Кутайсов, а в 1849-м новым владельцем стал князь Александр Егорович Вяземский. По его приглашению архитектор Рудольф Бернгард построил деревянную дачу, где летом работала танцевальная студия «Шато де флер». Вяземский приобрёл также соседний участок, на расширенной территории к 1880-м он построил усадебный комплекс с четырьмя домами, тремя оранжереями, служебными флигелями и беседкой в саду. После смерти князя имение разделили на две части — участок № 60 отошёл наследникам, а № 58 продали штаб-ротмистру князю П. Я. Орбелиани.

### Строительство
Французский подданный, купец 2-й гильдии и ресторатор Эрнест Германович Игель купил земельный участок № 60 летом 1894 года. По проекту Анатолия Ковшарова у главного деревянного дома усадьбы были возведены каменные пристройки и появилось новое отдельное здание площадью 378 м², предназначенное для ресторана. Этот корпус имел пять осей по главному фасаду и два ризалита, увенчанных шатрами. Интерьеры отличались роскошью, главный зал оформили высокими окнами, стенными панелями, обильной лепниной. Игель назвал свой новый ресторан «Дача Эрнеста» (по некоторым источникам — «Вилла Эрнеста»). В нём подавали французскую кухню, играл живой оркестр, была открыта эстрада и зимний сад. Гостями ресторана были выдающиеся люди своего времени — например, писатели Антон Чехов и Максим Горький, президент Франции Феликс Фор. На территории усадьбы для нужд ресторана были устроены ледники и кухни.
В 1897—1898 годах на месте деревянного дома Вяземского архитектор Борис Зонн построил для Игеля новый каменный особняк. Здание было оформлено в стиле необарокко, получило эффектные фасады и роскошную внутреннюю отделку. На «архитектурное цветение» и улучшение дачи Игель постоянно брал кредиты, к концу 1901 года его общая задолженность составляла 125 тыс. рублей. В 1903 году имение унаследовали дочь Эрнеста Германовича Амалия и её супруг Луи Филиппар. По их заказу Зонн расширил ресторанный корпус пристройкой в сторону сада, где основным помещением стал большой двухсветный зал, оформленный в стиле рококо. В тот же период был отреставрирован главный зал ресторана: его декорировали в парадном стиле флорентийского ренессанса. Наследники Игеля успешно продолжали его дело, ресторан процветал даже несмотря на то, что в 1910 году в нём случился пожар и ущерб от него был равен двум годовым выручкам. К 1915 году Амалия Эрнестовна выплатила все отцовские кредиты.

### После революции
После революции имение национализировали, «Дача Эрнеста» стала Домом пролетарской культуры. В конце 1930-х — начале 1940-х разобрали зимний сад и все деревянные пристройки. В конце 1950-х сад и территорию бывшей усадьбы застроили новыми жилыми домами, главный дом усадьбы Игеля отдали Ждановскому районному совету. В начале 1980-х внутри квартала добавили 8-этажное общежитие, а особняк передали Главному управлению профессионально-технического образования Ленинграда и области. В советский период во флигелях проходили многочисленные перепланировки, нарушившие исторический облик залов, потолочную лепнину закрашивали масляной краской.

### XXI век
В 1990-х особняк Игеля получил гуманитарный детский центр «Юна» и редакция газеты «Дети и мы». В 2003 году «Юна» была куплена группой ЛСР и перепрофилирована в компанию по операциям с недвижимостью, а в 2008 — получила права на реконструкцию особняка. Компания не выполнила свои обязательства, не обеспечила консервацию и охрану здания, а в 2015 году отказалась от проекта. За годы простоя здание сильно пострадало от пожаров и мародёров, были разрушены или украдены элементы отделки интерьеров. В 2016-м году были похищены оригинальные исторические камины, витражи и две мраморные столешницы, только в 2018 КГИОП внесло их в предмет охраны памятника и запланировало реставрацию.
В 2018 году администрация Петербурга объявила о намерении найти инвестора и открыть в особняке гостиницу. В феврале 2020 года Смольный на правах концессии передал дом в управление компании «Асгард» на срок в 49 лет. Новый арендатор обязан за свой счёт провести реставрацию памятника, проект оценивается в 302 млн рублей. Планируется, что за два года здание отреставрируют и откроют в нём гостиницу, коворкинг и зал для мероприятий.